# Ella Tiritiello

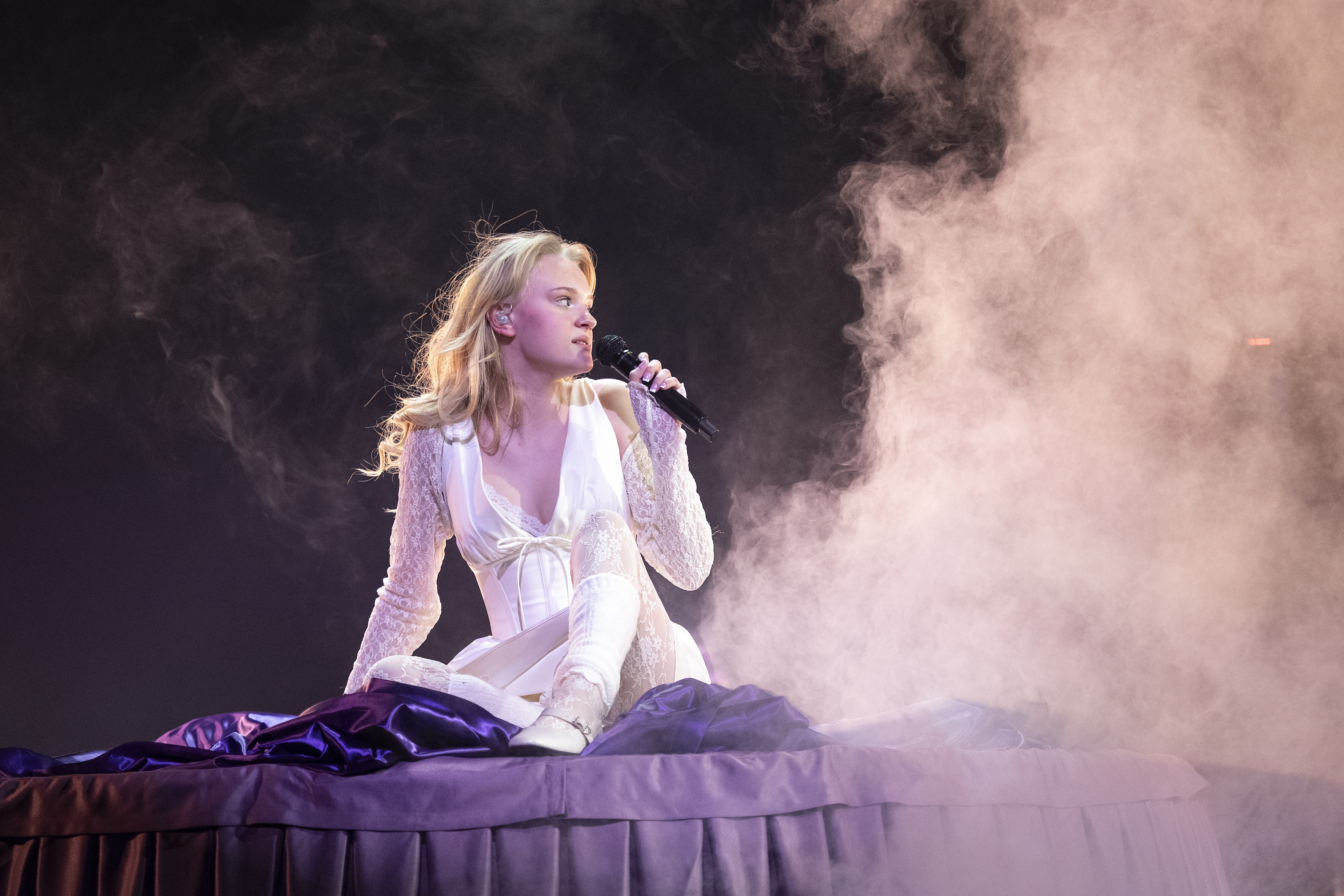
Ella Tiritiello på scen under Melodifestivalen 2025.

Ella Nellie Tiritiello, född 24 augusti 2006 i Kristianstad, är en svensk sångare.

## Biografi
Ella Tiritiello kommer från en musikalisk släkt och växte upp i Kristianstad. Hon har alltid tyckt om att sjunga och fick sitt genombrott när hon som 14-åring framförde Aviciis "For a Better Day" på Avicii Arenas tak tillsammans med Kungliga Filharmonikerna under hyllningskonserten 2021, till minne av Avicii. År 2023 släppte hon sin debut-EP "The Youth, Emotions and Everything in Between".
Tiritiello spelade birollen som Marie Fredriksson i långfilmen Sommartider från 2024.
I Melodifestivalen 2025 deltog Tiritiello med låten Bara du är där, skriven av Adam "Rymdpojken" Englund, David Björk och Loreen Talhaoui, och tog sig vidare till finalkvalet.

## Diskografi

### Album
- 2023 – the youth, emotions and everything in between (deluxe)

### EP
- 2023 – the youth, emotions and everything in between
- 2024 – Younger

### Singlar
- 2021 – For A Better Day (Avicii Arena Version), tillsammans med Kungliga filharmonikerna
- 2022 – Say Something
- 2022 – Say Something (live at Platoon7)
- 2022 – Take It Personal
- 2022 – Not Your Girl
- 2023 – Again and Again
- 2023 – Younger
- 2024 – It Must Have Been Love (ursprungligen av Roxette)